# Drei Engel für Charlie (Fernsehserie, 1976)/Episodenliste
Diese Episodenliste enthält alle Episoden der US-amerikanischen Fernsehserie Drei Engel für Charlie in der Reihenfolge ihrer Erstausstrahlung in den Vereinigten Staaten. Von 1976 bis 1981 entstanden in fünf Staffeln insgesamt 115 Episoden. Die Erstausstrahlung in den USA erfolgte durch ABC. In Deutschland strahlte das ZDF erstmals vom 14. April 1979 bis zum 14. Mai 1980 28 Episoden aus, vom 6. Oktober 1989 bis zum 30. November 1990 folgten 58 Episoden auf Sat.1. Vom 15. Juni 1992 bis zum 29. November 1993 sendete Kabel eins zwölf Episoden erstmalig in deutscher Sprache, vom 10. Januar bis zum 23. Januar 1995 kamen neun Episoden auf ProSieben hinzu. Die restlichen acht Episoden von Drei Engel für Charlie wurden bislang nicht berücksichtigt.

## Staffel 1
| Nr. (ges.) | Nr. (St.) | Deutscher Titel                 | Originaltitel          | Erstausstrahlung USA | Deutschsprachige Erstausstrahlung (D) |
| ---------- | --------- | ------------------------------- | ---------------------- | -------------------- | ------------------------------------- |
| 01         | 01        | Das Geheimnis im Sumpf          | Pilot                  | 21. März 1976        | 15. Apr. 1979 (Auf ZDF)               |
| 02         | 02        | Tritt auf die Tube, Sabrina!    | Hellride               | 22. Sep. 1976        | 27. Jun. 1979 (Auf ZDF)               |
| 03         | 03        | Krieg der Syndikate             | The Mexican Connection | 29. Sep. 1976        | 14. Nov. 1979 (Auf ZDF)               |
| 04         | 04        | Puppenspiele                    | Night Of The Strangler | 13. Okt. 1976        | 11. Jul. 1979 (Auf ZDF)               |
| 05         | 05        | Engel in Ketten                 | Angels In Chains       | 20. Okt. 1976        | 15. Jun. 1992 (Auf Kabel eins)        |
| 06         | 06        | An die falsche Adresse          | Target: Angels         | 27. Okt. 1976        | 28. Nov. 1979 (Auf ZDF)               |
| 07         | 07        | Mord-Hotel exklusiv             | The Killing Kind       | 3. Nov. 1976         | 18. Apr. 1979 (Auf ZDF)               |
| 08         | 08        | Tatort: Geisterbahn             | To Kill An Angel       | 10. Nov. 1976        | 12. Dez. 1979 (Auf ZDF)               |
| 09         | 09        | Der Killer mit der Schere       | Lady Killer            | 3. Dez. 1982         | 9. Jan. 1980 (Auf ZDF)                |
| 10         | 10        | Drei Engel treffen ins Schwarze | Bullseye               | 1. Dez. 1976         | 20. Jul. 1992 (Auf Kabel eins)        |
| 11         | 11        | Der Frosch und die Diamanten    | Consenting Adults      | 8. Dez. 1976         | 2. Mai 1979 (Auf ZDF)                 |
| 12         | 12        | Engel in Hypnose                | The Séance             | 15. Dez. 1976        | 25. Jul. 1979 (Auf ZDF)               |
| 13         | 13        | Der Tod auf Rollen              | Angels On Wheels       | 22. Dez. 1976        | 22. Aug. 1979 (Auf ZDF)               |
| 14         | 14        | Der Killer mit der Katze        | Angel Trap             | 5. Jan. 1977         | 8. Aug. 1979 (Auf ZDF)                |
| 15         | 15        | Pleite eines Gauners            | The Big Tap-out        | 12. Jan. 1977        | 5. Sep. 1979 (Auf ZDF)                |
| 16         | 16        | Der Doppelgänger                | Angels On A String     | 19. Jan. 1977        | 3. Okt. 1979 (Auf ZDF)                |
| 17         | 17        | Das stand nicht im Drehbuch     | Dirty Business         | 2. Feb. 1977         | 17. Okt. 1979 (Auf ZDF)               |
| 18         | 18        | Erpressung in Las Vegas         | The Vegas Connection   | 9. Feb. 1977         | 16. Mai 1979 (Auf ZDF)                |
| 19         | 19        | Operation Bosley                | Terror On Ward One     | 16. Feb. 1977        | 13. Jun. 1979 (Auf ZDF)               |
| 20         | 20        | Traue keinem Gigolo             | Dancing In The Dark    | 23. Feb. 1977        | 23. Jan. 1980 (Auf ZDF)               |
| 21         | 21        | Das Comeback der Gloria Gibson  | I Will Be Remembered   | 9. März 1977         | 30. Mai 1979 (Auf ZDF)                |
| 22         | 22        | Drei Engel auf See              | Angels At Sea          | 23. März 1977        | 1. Dez. 1989 (Auf Sat.1)              |
| 23         | 23        | Tödliche Massage                | Blue Angels            | 4. Mai 1977          | 6. Feb. 1980 (Auf ZDF)                |

## Staffel 2
| Nr. (ges.) | Nr. (St.) | Deutscher Titel                         | Originaltitel                        | Erstausstrahlung USA | Deutschsprachige Erstausstrahlung (D) |
| ---------- | --------- | --------------------------------------- | ------------------------------------ | -------------------- | ------------------------------------- |
| 24         | 01        | Tausche Gangster gegen Charlie – Teil 1 | Angels In Paradise (1)               | 14. Sep. 1977        | 20. Feb. 1980 (Auf ZDF)               |
| 25         | 02        | Tausche Gangster gegen Charlie – Teil 2 | Angels In Paradise (2)               | 21. Sep. 1977        | 20. Feb. 1980 (Auf ZDF)               |
| 26         | 03        | Eiskalter Terror – Teil 1               | Angels On Ice (1)                    | 21. Sep. 1977        | 20. Nov. 1992 (Auf Kabel eins)        |
| 27         | 04        | Eiskalter Terror – Teil 2               | Angels On Ice (2)                    | 21. Sep. 1977        | 20. Nov. 1992 (Auf Kabel eins)        |
| 28         | 05        | Nur Engel sind schöner                  | Pretty Angels All In A Row           | 28. Sep. 1977        | 23. Feb. 1990 (Auf Sat 1.)            |
| 29         | 06        | Ein Engel lernt fliegen                 | Angel Flight                         | 5. Okt. 1977         | 5. Mär. 1980 (Auf ZDF)                |
| 30         | 07        | Engel im Zirkus                         | Circus Of Terror                     | 19. Okt. 1977        | 14. Mai 1980 (Auf ZDF)                |
| 31         | 08        | Ein verliebter Engel                    | Angel In Love                        | 26. Okt. 1977        | 4. Mai 1990 (Auf Sat 1.)              |
| 32         | 09        | Engel gegen Ufo                         | Unidentified Flying Angels           | 2. Nov. 1977         | 19. Mär. 1980 (Auf ZDF)               |
| 33         | 10        | Engel in Nöten                          | Angels On The Air                    | 9. Nov. 1977         | 2. Apr. 1980 (Auf ZDF)                |
| 34         | 11        | Die Engelmacher                         | Angel Baby                           | 16. Nov. 1977        | 16. Apr. 1980 (Auf ZDF)               |
| 35         | 12        | Engel hinter den Kulissen               | Angels In The Wings                  | 23. Nov. 1977        | 6. Okt. 1989 (Auf Sat 1.)             |
| 36         | 13        | Magisches Feuer                         | Magic Fire                           | 30. Nov. 1977        | 30. Apr. 1980 (Auf ZDF)               |
| 37         | 14        | —                                       | The Sammy Davis Jr. Kidnap Caper     | 7. Dez. 1977         | —                                     |
| 38         | 15        | Drei sattelfeste Engel                  | Angels On Horseback                  | 21. Dez. 1977        | 2. Mär. 1990 (Auf Sat 1.)             |
| 39         | 16        | Spiel, Satz und Tod                     | Game, Set, Death                     | 4. Jan. 1978         | 13. Okt. 1989 (Auf Sat 1.)            |
| 40         | 17        | Countdown für Sabrina                   | Hours Of Desperation                 | 11. Jan. 1978        | 20. Apr. 1990 (Auf Sat 1.)            |
| 41         | 18        | Drei Engel auf Diamantenjagd            | Diamond In The Rough                 | 18. Jan. 1978        | 20. Okt. 1989 (Auf Sat 1.)            |
| 42         | 19        | Zwei Engel am Ball                      | Angels In The Backfield              | 25. Jan. 1978        | 27. Okt. 1989 (Auf Sat 1.)            |
| 43         | 20        | Die Sandburgen-Morde                    | The Sandcastle Murders               | 1. Feb. 1978         | 3. Nov. 1989 (Auf Sat 1.)             |
| 44         | 21        | —                                       | Angel Blues                          | 8. Feb. 1978         | —                                     |
| 45         | 22        | Puppen und Kanonen                      | Mother Goose Is Running For His Life | 15. Feb. 1978        | 10. Nov. 1989 (Auf Sat 1.)            |
| 46         | 23        | Engel der Nacht                         | Little Angels Of The Night           | 22. Feb. 1978        | 17. Nov. 1989 (Auf Sat 1.)            |
| 47         | 24        | Der Dieb, der Mörder und die Juwelen    | The Jade Trap                        | 1. März 1978         | 22. Feb. 1993 (Auf Kabel eins)        |
| 48         | 25        | Kies und Diamanten                      | Angels On The Run                    | 3. Mai 1978          | 1. Mär. 1993 (Auf Kabel eins)         |
| 49         | 26        | Drei Engel und ein Oldtimer             | Antique Angels                       | 10. Mai 1978         | 8. Mär. 1993 (Auf Kabel eins)         |

## Staffel 3
| Nr. (ges.) | Nr. (St.) | Deutscher Titel                 | Originaltitel             | Erstausstrahlung USA | Deutschsprachige Erstausstrahlung (D) |
| ---------- | --------- | ------------------------------- | ------------------------- | -------------------- | ------------------------------------- |
| 50         | 01        | Mord in Las Vegas – Teil 1      | Angels In Vegas – Part 1  | 13. Sep. 1978        | 14. Mai 1993 (Auf Kabel eins)         |
| 51         | 02        | Mord in Las Vegas – Teil 2      | Angels In Vegas – Part 2  | 13. Sep. 1978        | 14. Mai 1993 (Auf Kabel eins)         |
| 52         | 03        | Ein Engel auf heißen Reifen     | Angel Come Home           | 20. Sep. 1978        | 24. Nov. 1989 (Auf Sat 1.)            |
| 53         | 04        | Ein Engel im Himmel             | Angel On High             | 27. Sep. 1978        | 8. Dez. 1989 (Auf Sat 1.)             |
| 54         | 05        | Tod auf der Schönheitsfarm      | Angels In Springtime      | 11. Okt. 1978        | 15. Dez. 1989 (Auf Sat 1.)            |
| 55         | 06        | Nur Verlierer müssen gewinnen   | Winning Is For Losers     | 18. Okt. 1978        | 9. Mär. 1990 (Auf Sat 1.)             |
| 56         | 07        | Ein Engel als Medium            | Haunted Angels            | 25. Okt. 1978        | 16. Mär. 1990 (Auf Sat 1.)            |
| 57         | 08        | Drei sündige Engel              | Pom Pom Angels            | 1. Nov. 1978         | 22. Dez. 1989 (Auf Sat 1.)            |
| 58         | 09        | Engel Ahoi!                     | Angels Ahoy               | 8. Nov. 1978         | 26. Apr. 1993 (Auf Kabel eins)        |
| 59         | 10        | Nicht nochmal, Sam!             | Mother Angels             | 15. Nov. 1978        | 29. Dez. 1989 (Auf Sat 1.)            |
| 60         | 11        | Ein Engel ohne Erinnerung       | Angel On My Mind          | 22. Nov. 1978        | 23. Mär. 1990 (Auf Sat 1.)            |
| 61         | 12        | Ein Engel im Schußfeld          | Angels Belong In Heaven   | 6. Dez. 1978         | 5. Jan. 1990 (Auf Sat 1.)             |
| 62         | 13        | Engel auf der Rennbahn          | Angels In The Stretch     | 20. Dez. 1978        | 12. Jan. 1990 (Auf Sat 1.)            |
| 63         | 14        | Wenn Engel Urlaub machen        | Angels On Vacation        | 10. Jan. 1979        | 19. Jan. 1990 (Auf Sat 1.)            |
| 64         | 15        | Drei Engel zuviel               | Counterfeit Angels        | 24. Jan. 1979        | 26. Jan. 1990 (Auf Sat 1.)            |
| 65         | 16        | Die Disco-Engel                 | Disco Angels              | 31. Jan. 1979        | 14. Jun. 1993 (Auf Kabel eins)        |
| 66         | 17        | Schutzengel auf Skiern – Teil 1 | Terror On Skis – Part 1   | 7. Feb. 1979         | 13. Apr. 1990 (Auf Sat 1.)            |
| 67         | 18        | Schutzengel auf Skiern – Teil 2 | Terror On Skis – Part 2   | 7. Feb. 1979         | 13. Apr. 1990 (Auf Sat 1.)            |
| 68         | 19        | Ein Engel in Gefahr             | Angel In A Box            | 14. Feb. 1979        | 2. Feb. 1990 (Auf Sat 1.)             |
| 69         | 20        | Mord im Mädchenpensionat        | Teen Angels               | 28. Feb. 1979        | 9. Feb. 1990 (Auf Sat 1.)             |
| 70         | 21        | Die Marathon-Engel              | Marathon Angels           | 7. März 1979         | 16. Feb. 1990 (Auf Sat 1.)            |
| 71         | 22        | Dame im Spiel                   | Angels In Waiting         | 21. März 1979        | 6. Apr. 1990 (Auf Sat 1.)             |
| 72         | 23        | Rosemary                        | Rosemary, For Remembrance | 2. Mai 1979          | 27. Apr. 1990 (Auf Sat 1.)            |
| 73         | 24        | Wenn Engel Geburtstag feiern    | Angels Remembered         | 16. Mai 1979         | 11. Mai 1990 (Auf Sat 1.)             |

## Staffel 4
| Nr. (ges.) | Nr. (St.) | Deutscher Titel                    | Originaltitel                 | Erstausstrahlung USA | Deutschsprachige Erstausstrahlung (D) |
| ---------- | --------- | ---------------------------------- | ----------------------------- | -------------------- | ------------------------------------- |
| 74         | 01        | Abenteuer in der Karibik – Teil 1  | Love Boat Angels – Part 1     | 12. Sep. 1979        | 15. Mai 1990 (Auf Sat 1.)             |
| 75         | 02        | Abenteuer in der Karibik – Teil 2  | Love Boat Angels – Part 2     | 12. Sep. 1979        | 15. Mai 1990 (Auf Sat 1.)             |
| 76         | 03        | Auf dem Highway sind die Engel los | Angels Go Truckin’            | 19. Sep. 1979        | 1. Jun. 1990 (Auf Sat 1.)             |
| 77         | 04        | Rache an einem Engel               | Avenging Angel                | 26. Sep. 1979        | 18. Mai 1990 (Auf Sat 1.)             |
| 78         | 05        | Der falsche Bräutigam              | Angels At The Altar           | 3. Okt. 1979         | 8. Jun. 1990 (Auf Sat 1.)             |
| 79         | 06        | Der gefallene Engel                | Fallen Angel                  | 24. Okt. 1979        | 25. Mai 1990 (Auf Sat 1.)             |
| 80         | 07        | Ein Engel hinter Gittern           | Caged Angel                   | 31. Okt. 1979        | 22. Jun. 1990 (Auf Sat 1.)            |
| 81         | 08        | —                                  | Angels on the Street          | 7. Nov. 1979         | —                                     |
| 82         | 09        | Ein Prinz für einen Engel          | The Prince and the Angel      | 14. Nov. 1979        | 29. Jun. 1990 (Auf Sat 1.)            |
| 83         | 10        | Engel auf Rollschuhen              | Angels on Skates              | 21. Nov. 1979        | 15. Jun. 1990 (Auf Sat 1.)            |
| 84         | 11        | Die College-Verbindung             | Angels On Campus              | 28. Nov. 1979        | 6. Jul. 1990 (Auf Sat 1.)             |
| 85         | 12        | Hetzjagd auf Engel                 | Angel Hunt                    | 5. Dez. 1979         | 13. Jul. 1990 (Auf Sat 1.)            |
| 86         | 13        | Wertvoller Ballast                 | Cruising Angels               | 12. Dez. 1979        | 20. Jul. 1990 (Auf Sat 1.)            |
| 87         | 14        | Drei Engel und ein Geist           | Of Ghosts And Angels          | 2. Jan. 1980         | 27. Jul. 1990 (Auf Sat 1.)            |
| 88         | 15        | Ein Schutzengel für Greg           | Angel’s Child                 | 9. Jan. 1980         | 3. Aug. 1990 (Auf Sat 1.)             |
| 89         | 16        | Ein Engel wird vermisst            | One Of Our Angels Is Missing  | 16. Jan. 1980        | 10. Aug. 1990 (Auf Sat 1.)            |
| 90         | 17        | Nur Engel fallen vom Himmel        | Catch A Falling Angel         | 23. Jan. 1980        | 17. Aug. 1990 (Auf Sat 1.)            |
| 91         | 18        | Der König von Beverly Hills        | Homes, Sweet Homes            | 30. Jan. 1980        | 24. Aug. 1990 (Auf Sat 1.)            |
| 92         | 19        | Der Tanz-Marathon                  | Dancin’ Angels                | 6. Feb. 1980         | 14. Sep. 1990 (Auf Sat 1.)            |
| 93         | 20        | Harrigan findet einen Engel        | Harrigan’s Angel              | 20. Feb. 1980        | 21. Sep. 1990 (Auf Sat 1.)            |
| 94         | 21        | Flucht in die Wildnis              | Angel Trail                   | 27. Feb. 1980        | 29. Nov. 1993 (Auf Kabel eins)        |
| 95         | 22        | Killerlady mit Engelsgesicht       | Nips And Tucks                | 5. März 1980         | 12. Okt. 1990 (Auf Sat 1.)            |
| 96         | 23        | Keine Chancen für Ganoven          | Three For The Money           | 12. März 1980        | 19. Okt. 1990 (Auf Sat 1.)            |
| 97         | 24        | Auch Engel brauchen Hilfe          | Toni’s Boys                   | 2. Apr. 1980         | 5. Okt. 1990 (Auf Sat 1.)             |
| 98         | 25        | —                                  | One Love … Two Angels, Part 1 | 30. Apr. 1980        | —                                     |
| 99         | 26        | —                                  | One Love … Two Angels, Part 2 | 7. Mai 1980          | —                                     |

## Staffel 5
| Nr. (ges.) | Nr. (St.) | Deutscher Titel                   | Originaltitel       | Erstausstrahlung USA | Deutschsprachige Erstausstrahlung (D) |
| ---------- | --------- | --------------------------------- | ------------------- | -------------------- | ------------------------------------- |
| 100        | 01        | —                                 | Angel In Hiding     | 30. Nov. 1980        | —                                     |
| 101        | 02        | —                                 | To See An Angel Die | 30. Nov. 1980        | —                                     |
| 102        | 03        | Ein Engel auf Tauchstation        | Angels Of The Deep  | 7. Dez. 1980         | 26. Okt. 1990 (Auf Sat 1.)            |
| 103        | 04        | Ein Killer im Club                | Island Angels       | 14. Dez. 1980        | 2. Nov. 1990 (Auf Sat 1.)             |
| 104        | 05        | Drei Engel auf Hawaii             | Waikiki Angels      | 4. Jan. 1981         | 9. Nov. 1990 (Auf Sat 1.)             |
| 105        | 06        | Der verkannte Wohltäter           | Hula Angels         | 11. Jan. 1981        | 10. Jan. 1995 (Auf ProSieben)         |
| 106        | 07        | —                                 | Moonshinin’ Angels  | 24. Jan. 1981        | —                                     |
| 107        | 08        | Ein Engel zu vergeben             | He Married An Angel | 31. Jan. 1981        | 11. Jan. 1995 (Auf ProSieben)         |
| 108        | 09        | Ein Engel fährt Taxi              | Taxi Angels         | 7. Feb. 1981         | 10. Jan. 1995 (Auf ProSieben)         |
| 109        | 10        | Nach Anruf Mord                   | Angel On The Line   | 14. Feb. 1981        | 30. Nov. 1990 (Auf Sat 1.)            |
| 110        | 11        | Revue-Engel                       | Chorus Line Angels  | 21. Feb. 1981        | 16. Jan. 1995 (Auf ProSieben)         |
| 111        | 12        | Wenn Engel Flügel bräuchten       | Stuntwomen Angels   | 28. Feb. 1981        | 17. Jan. 1995 (Auf ProSieben)         |
| 112        | 13        | Der Todesengel                    | Attack Angels       | 3. Juni 1981         | 18. Jan. 1995 (Auf ProSieben)         |
| 113        | 14        | Eine Reise ins Glück              | Angel On A Roll     | 10. Juni 1981        | 19. Jan. 1995 (Auf ProSieben)         |
| 114        | 15        | Mr. Galaxy                        | Mr. Galaxy          | 17. Juni 1981        | 20. Jan. 1995 (Auf ProSieben)         |
| 115        | 16        | Ein Engel schwebt in Lebensgefahr | Let Our Angel Live  | 24. Juni 1981        | 23. Jan. 1995 (Auf ProSieben)         |